# Stylatula austropacifica
Stylatula austropacifica är en korallart som beskrevs av Williams 2007. Stylatula austropacifica ingår i släktet Stylatula och familjen Virgulariidae. Inga underarter finns listade i Catalogue of Life.